# Томас, Дженнифер
Дже́ннифер То́мас (англ. Jennifer Thomas; род. 1964) — австралийская кёрлингистка.
В составе смешанной парной сборной Австралии участник двух чемпионатов мира (лучший результат — семнадцатое место в 2008). Двукратная чемпионка Австралии среди смешанных пар.

## Достижения
- Чемпионат Австралии по кёрлингу среди смешанных пар: золото (2007, 2008), серебро (2011), бронза (2010).

## Команды
| Сезон                                               | Четвёртый       | Третий       | Второй | Первый | Запасной | Турниры                          |
| --------------------------------------------------- | --------------- | ------------ | ------ | ------ | -------- | -------------------------------- |
| Кёрлинг среди смешанных пар (mixed doubles curling) |                 |              |        |        |          |                                  |
| 2007—08                                             | Дженнифер Томас | Джеральд Чик |        |        |          | ЧАСП 2007 · ЧМСП 2008 (17 место) |
| 2008—09                                             | Дженнифер Томас | Джеральд Чик |        |        |          | ЧАСП 2008 · ЧМСП 2009 (23 место) |
| 2009—10                                             | Дженнифер Томас | Dave Thomas  |        |        |          | ЧАСП 2010                        |
| 2010—11                                             | Дженнифер Томас | Джеральд Чик |        |        |          | ЧАСП 2011                        |
| 2012—13                                             | Дженнифер Томас | Dave Thomas  |        |        |          | ЧАСП 2012 (7 место)              |
| 2013—14                                             | Дженнифер Томас | Max Thomas   |        |        |          | ЧАСП 2013 (4 место)              |

(скипы выделены полужирным шрифтом)

## Частная жизнь
Родилась и выросла в США, там же начала заниматься кёрлингом в 1998, в возрасте 34 лет, в кёрлинг-клубе Chicago Curling Club (Чикаго), затем в 2006 переехала в Австралию. Замужем, род деятельности — домохозяйка.